# 水谷さるころ
水谷 さるころ（みずたに さるころ、1976年1月31日 - ）は、千葉県出身のイラストレーター、漫画家、グラフィックデザイナー。

## 略歴
柏市出身。本名、水谷信子。2人の姉と双子の弟がいる。空手二段。
女子美術大学付属高等学校、女子美術大学短期大学部情報デザイン学科卒業。
短大在学中よりインディーズ系雑誌で編集やデザインを手伝い、卒業後はフリーランスのクリエイターに。
1999年、「COMIC CUE」（イースト・プレス）掲載の『うっかり!エッグゲッターズ!!』で漫画家デビュー。以後、CGを用いたポップな画風のSF作品を発表。漫画制作の傍ら、イラストやゲームのキャラクターデザインなど多分野で活躍している。
2012年より音楽活動を開始。1月に「Salta AL（サルタ・エアライン）」名義でファーストアルバム「Around the World!!」を発売。「これはこれでよく出来たアイドル・ポップ」と吉田豪に評されている。エンジニアは曽我部恵一。
私生活では空手仲間の男性と結婚したがその後離婚。現在は『行くぞ!30日間世界一周』（後述）のディレクターを務めた野田真外をパートナーとし事実婚関係にある。
2014年8月に第1子（長男）を出産。子を父親の野田姓にするために出産前に婚姻届を提出し、出産後に離婚届を提出して事実婚関係を維持している。

## 行くぞ!30日間世界一周
2008年に旅チャンネル『行くぞ!30日間世界一周』に出演。ワンワールドの世界一周航空券を利用して30日間で世界一周旅行をする企画で、台湾、インド、ドイツ、フランス、イギリス、エジプト、メキシコ、アメリカ合衆国、チリ、オーストラリアを訪問した。
2009年に二度目の世界一周旅行を敢行。第2弾として『行くぞ!30日間世界一周 2周目!』が放送された。番組のエンディングテーマ「変なフライト」を「SaltaAL（サルタ・エアライン）」名義で水谷さるころ本人が歌っている。

## 書籍
コミックエッセイ
- 30日間世界一周! 第1巻（2009年4月2日、イーストプレス、ISBN 4781601146）
- 30日間世界一周! 第2巻（2010年1月22日、イーストプレス、ISBN 4781603092）
- 30日間世界一周! 第3巻（2010年7月30日、イーストプレス、ISBN 4781604374）
- 35日間世界一周!! Part1 アジア編（2011年11月17日、イーストプレス、ISBN 4781607055）
- 35日間世界一周!! Part2 ヨーロッパ鉄道編（2012年6月15日、イーストプレス、ISBN 4781607942）
- 35日間世界一周!! Part3 南欧南米・世界遺産編（2013年3月7日、イーストプレス、ISBN 4781609023）
- 35日間世界一周!! Part4 南米・天空都市編（2013年12月7日、イーストプレス、ISBN 4781611117）
- 女子校育ちはなおらない（共著、2014年10月31日、メディアファクトリー、ISBN 4040671392）
- 世界ボンクラ2人旅! タイ・ベトナム前半戦（2016年1月7日、イーストプレス、ISBN 4781613896）
- 結婚さえできればいいと思っていたけど（2016年10月27日、幻冬舎、ISBN 4344030192）
- 世界ボンクラ2人旅! タイ・ベトナム後半戦（2016年7月16日、イーストプレス、ISBN 478161437X）
- ボンクラ隊が行く! おいしい台湾食べたいわん（2017年9月7日、イーストプレス、ISBN 4781615228）
- アラサーバツイチ女が魔性の猫の愛人になって愛され方を教わるまで（2019年10月15日、少年画報社、YKコミックス）
- 骨髄ドナーやりました！（2020年7月6日、少年画報社、YKコミックス、ISBN 978-4-7859-6704-8）
- 子どもにキレちゃう夫をなんとかしたい！ （2022年12月7日、幻冬舎、ISBN 4344040627）

絵本
- ションボリィナ （2007年11月、光村印刷、ISBN 4896159985）

イラスト
- 宇宙一わかりやすい高校化学 無機化学（2012年5月1日、学研教育出版、ISBN 4053037018）
- 宇宙一わかりやすい高校物理(力学・波動)（2012年8月1日、学研教育出版、ISBN 4053037026）
- 宇宙一わかりやすい高校物理(電磁気・熱・原子)（2013年12月24日、学研教育出版、ISBN 4053038553）
- 宇宙一わかりやすい高校生物(生物基礎) （2015年7月29日、学研教育出版、ISBN 4053042879）
- 宇宙一わかりやすい高校化学(理論化学) （2016年4月26日、学研教育出版、ISBN 4053043700）

## DVD
- さるころの行くぞ!30日間世界一周 インド・パリ編 （2009年9月18日、ジェネオン・ユニバーサル、ASIN: B002IK70XK）
- さるころの行くぞ!30日間世界一周 ストーンヘンジ・ピラミッド編 （2009年9月18日、ジェネオン・ユニバーサル、ASIN: B002IK70XU）
- さるころの行くぞ!30日間世界一周 グランドキャニオン・イースター島編  （2009年9月18日、ジェネオン・ユニバーサル、ASIN: B002IWF26K）

## CD
- 「Around the World!!／Salta AL（サルタ・エアライン）」（2012年1月18日、FUN!FAN!RECORDS、ASIN: B006IOD4O6）